# Setor Bancário Sul
O Setor Bancário Sul (SBS) é um setor localizado na Asa Sul, em Brasília, no Distrito Federal. Nesse setor estão sediados o Banco Central do Brasil e outras instituições financeiras. O trânsito de veículos se dá por dois sistemas independentes:
- Em nível térreo (Eixo Rodoviário), para acesso do público, circundando a área;
- Em nível inferior, para acesso de serviço (garagens, caminhões de entrega).

O SBS é formado por quatro quadras, a saber:

## Quadra 1

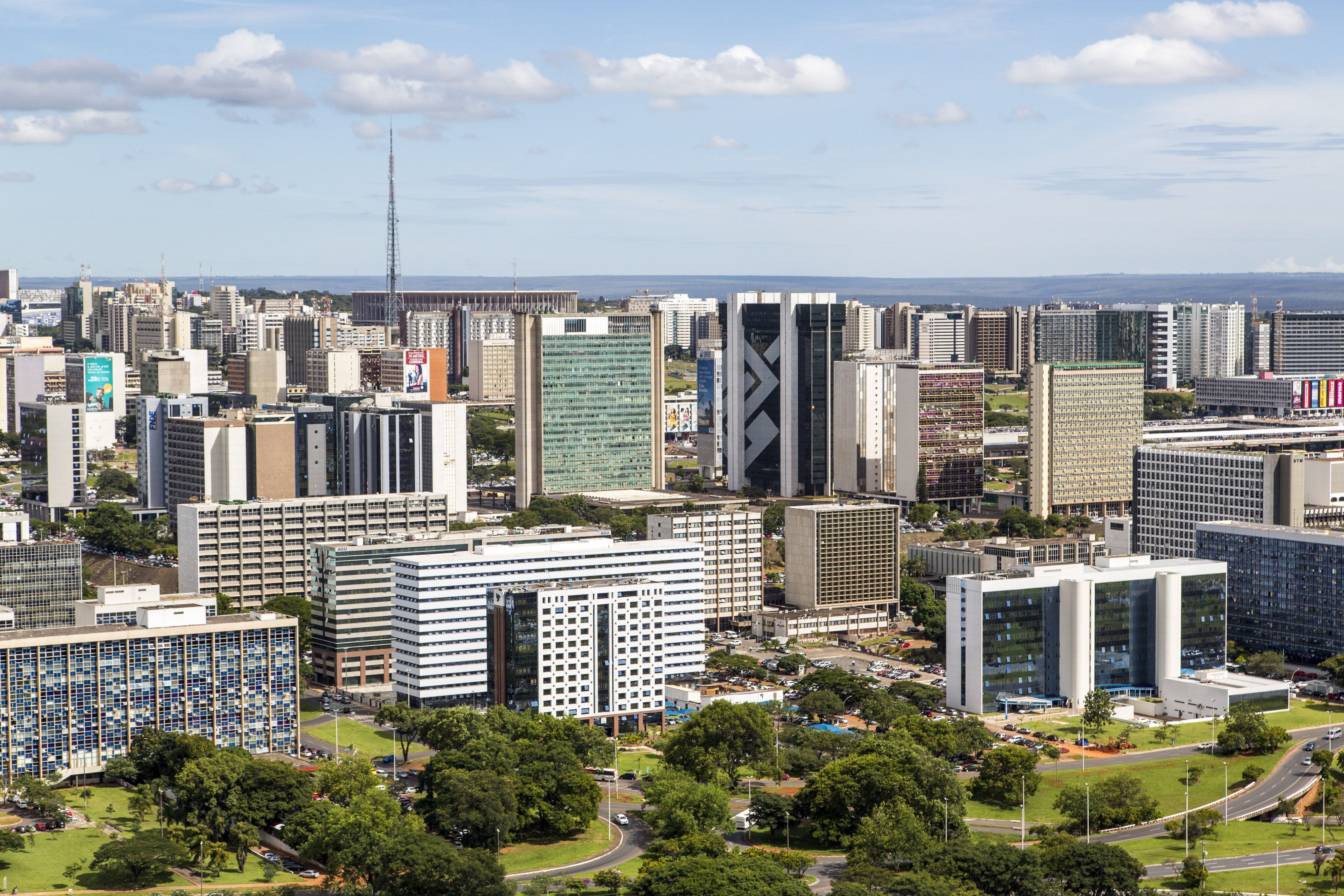
Uma vista do Setor Bancário Sul

- A sede do Banco do Brasil sendo construída nos primeiros anos de Brasília.Banco do Brasil - Sede I
- Banco do Brasil - Sede III
- Edifício BNDES e IPEA:

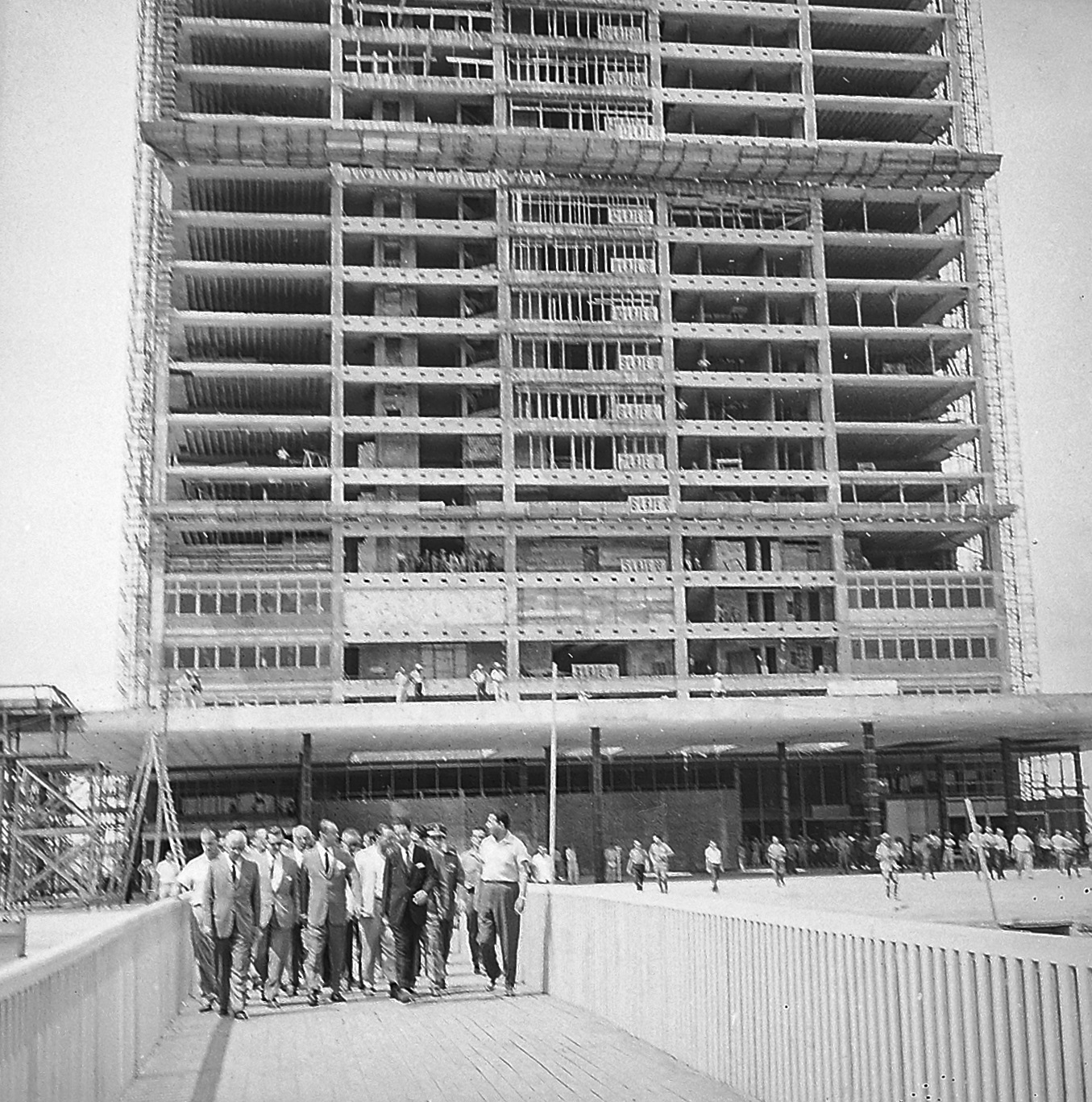
A sede do Banco do Brasil sendo construída nos primeiros anos de Brasília.

  - Banco Nacional de Desenvolvimento Econômico e Social (BNDES)
  - Instituto de Pesquisa Econômica Aplicada (IPEA)
- Edifício Brasília - sede do Banco de Brasília
- Edifício Financial Center Parking
- Edifício Luiz Eduardo
- Edifício Luiza
- Edifício Seguradoras
- Estação Galeria (Metrô do Distrito Federal)

## Quadra 2
- Banco da Amazônia
- Banco do Brasil - Sede II
- Centro Empresarial João Carlos Saad
- Edifício Adriana - anexo do Tribunal Regional Federal da 1ª Região (TRF1)
- Edifício Carlton Tower
- Edifício Casa de São Paulo
- Edifício Cleto Meireles:
  - Sede da Defensoria Pública-Geral da União
  - Sede da Fundação Nacional do Índio (Funai)
- Edifício Elcy Meireles
- Edifício Empire Center
- Edifício Lino Martins Pinto
- Edifício Prime Business Convenience
- Fundo Nacional de Desenvolvimento da Educação (FNDE)

## Quadra 3
- Banco Central do Brasil

## Quadra 4
- Sede da Caixa Econômica Federal
- Caixa Cultural Brasília

## Elementos arquitetônicos
- Chafariz da Praça Plataforma Central
- Espelho d'Água do Banco Central do Brasil
- Espelho d'Água da Caixa Econômica Federal
- Praça Caixa Cultural — Área livre nos terraços do Edifício Sede da Caixa Econômica Federal e do Edifício Caixa Cultural.
- Praça do Terraço do Banco Central do Brasil — A rampa principal liga a Praça do Terraço do Banco Central ao Eixo Rodoviário Sul-Leste (ERSL). O terraço é ornamentado com jardins de autoria de Burle Marx além de pontos de descanso com treliças.

## Galeria de imagens

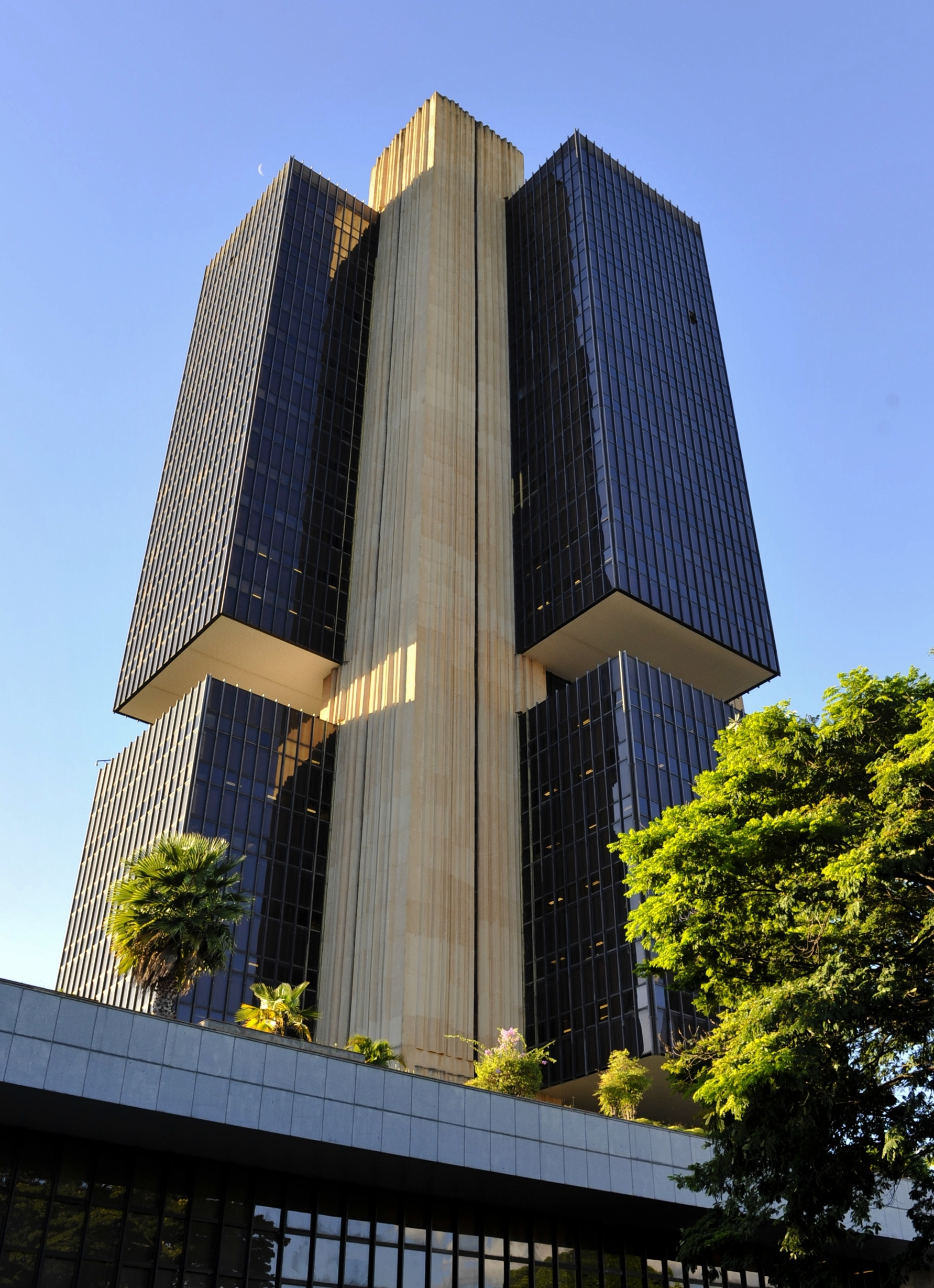
Sede do Banco Central do Brasil
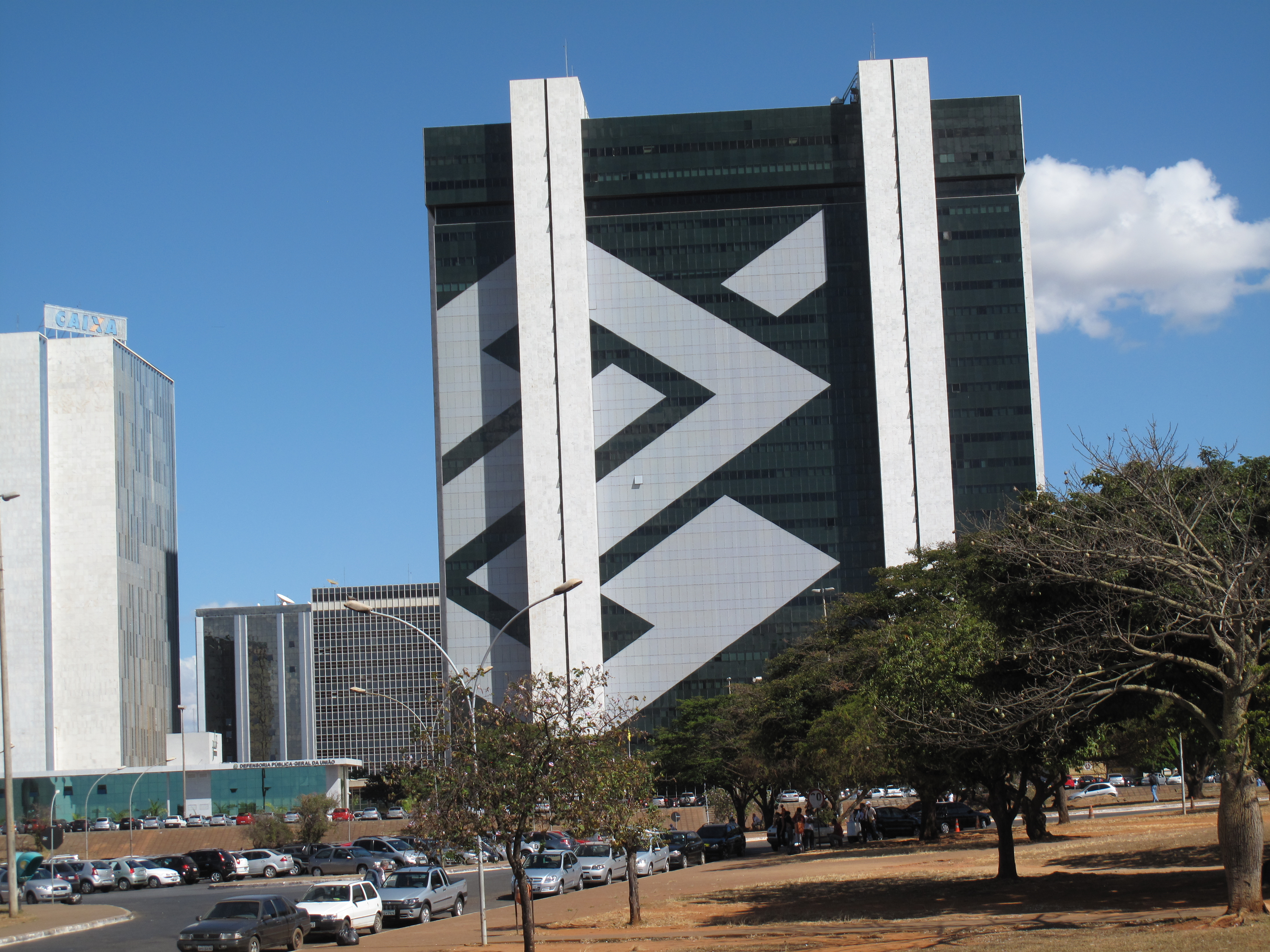
Sede do Banco do Brasil
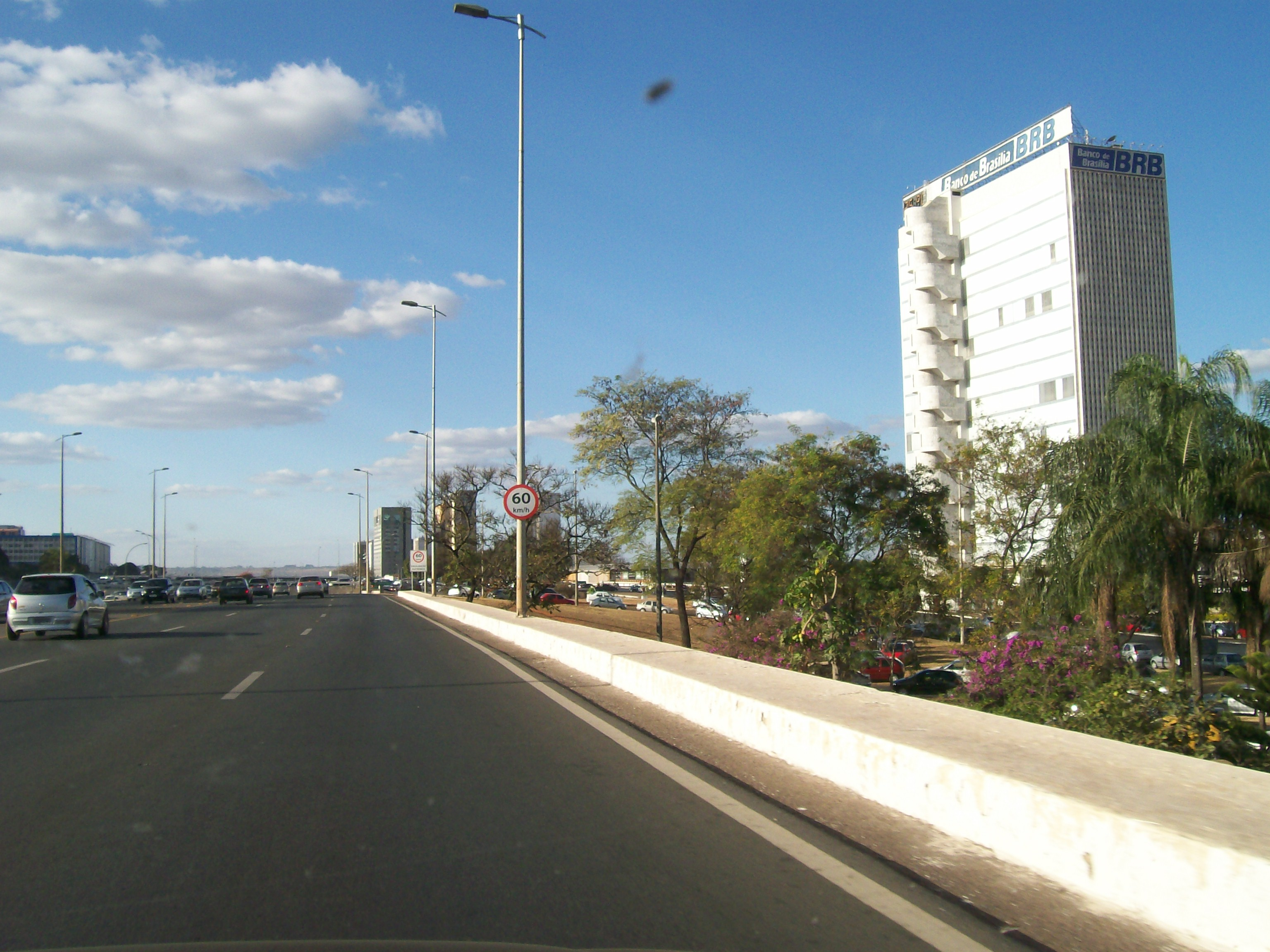
Sede do Banco de Brasília
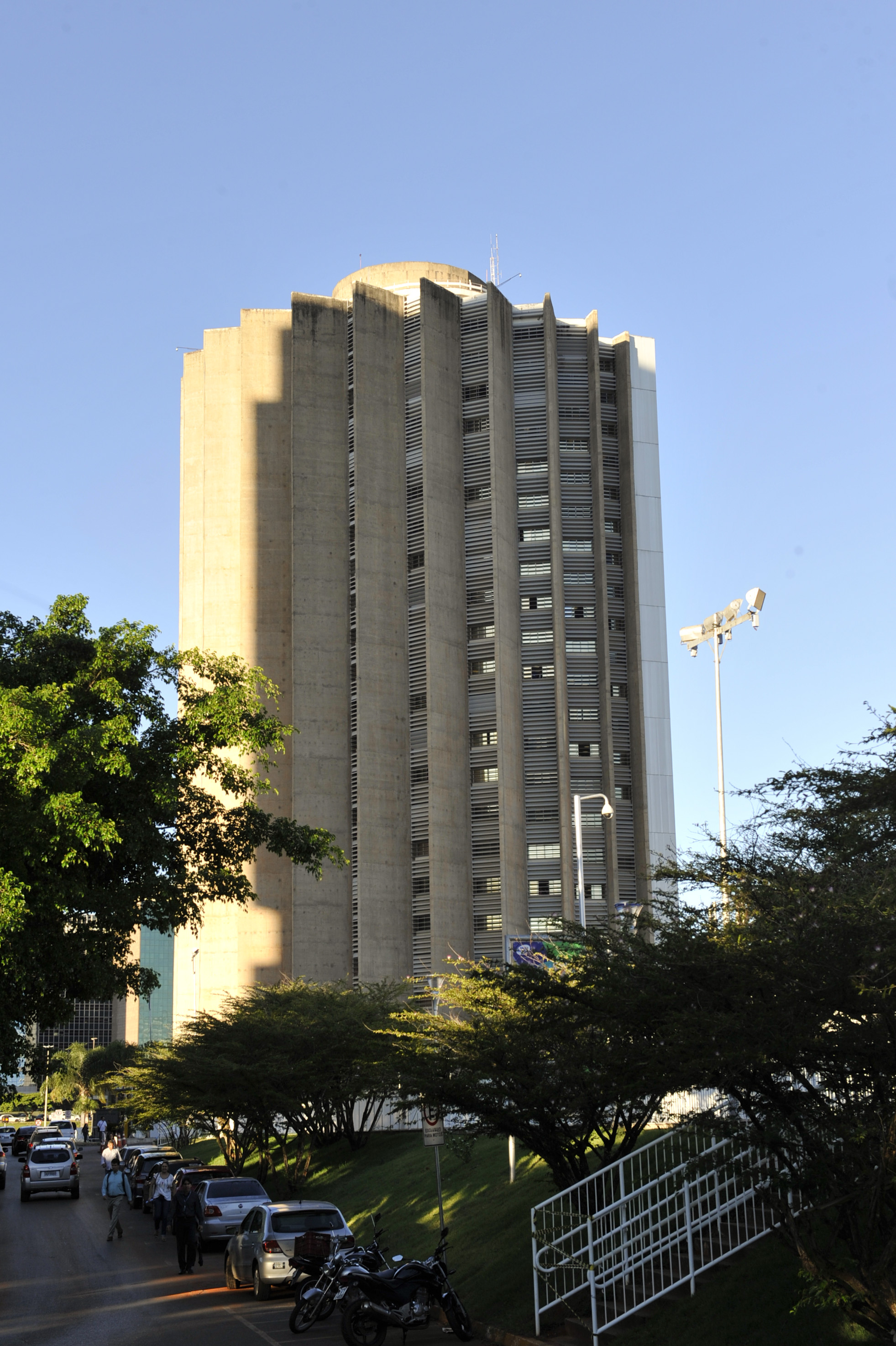
Sede da Caixa Econômica Federal